# Наталія Мадай
Наталія Мадай  (пол. Natalia Madaj, 25 січня 1988) — польська веслувальниця, олімпійська чемпіонка.
З 2008 до 2009 року виступала в парі з Магдаленою Фуларчік, з якої виграла свою першу дорослу медаль на чемпіонаті Європи . З 2009 по 2012 року виступала в парі з Агатою Граматикой.
Також вигравала медалі чемпіонатів світу та Європи в четвірці з Магдаленою Фуларчік, а також Сільвією Левандівською та Іоанной Лещинскою .
На літніх Олімпійських іграх 2016 року разом з Магдаленою Фуларчік виграла змагання двійок парних.

## Виступи на Олімпіадах
| Олімпіада   | Дисципліна     | Місце |
| ----------- | -------------- | ----- |
| Лондон 2012 | четвірка парна | 8     |
| Ріо 2016    | двійка парна   | 1     |

## Зовнішні посилання
- Досьє на sport.references.com [Архівовано 15 грудня 2012 у Wayback Machine.]

1. ↑  Natalia Madaj
2. ↑  2008 EUROPEAN CHAMPIONSHIPS. Архів оригіналу за 20 вересня 2016.
3. ↑  http://www.worldrowing.com/events/2013-world-championships/. Архів оригіналу за 19 вересня 2016. {{cite web}}: Зовнішнє посилання в |title= (довідка)